# Astrotricha intermedia
Astrotricha intermedia är en araliaväxtart som beskrevs av Anthony R. Bean. Astrotricha intermedia ingår i släktet Astrotricha och familjen Araliaceae. Inga underarter finns listade.